# Tang Muhan

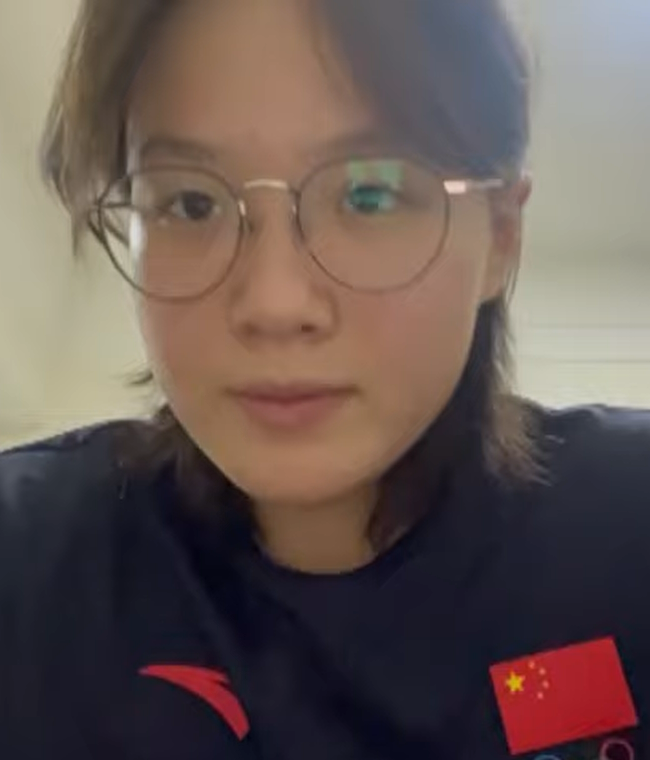
Tang Muhan (2021)

Tang Muhan (汤慕涵; * 4. September 2003 in Changchun) ist eine chinesische Schwimmerin. Sie gewann bei Olympischen Spielen eine Gold- und eine Bronzemedaille und bei Weltmeisterschaften eine Bronzemedaille.

## Sportliche Karriere
Tang Muhan belegte bei den Juniorenweltmeisterschaften 2019 den achten Platz über 800 Meter Freistil. Bei ihren beiden anderen Einzelstarts und mit allen drei Frauenstaffeln konnte sie sich nicht unter den besten Acht platzieren.
Bei den wegen der COVID-19-Pandemie erst 2021 ausgetragenen Olympischen Spielen in Tokio fand zunächst der Wettkampf über 400 Meter Freistil statt. Tang Muhan erreichte den Endlauf mit der achtbesten Vorlaufzeit. Im Finale wurde sie Fünfte mit drei Sekunden Rückstand auf ihre drittplatzierte Landsfrau Li Bingjie. Die 4-mal-200-Meter-Freistilstaffel schwamm mit Tang Muhan, Zhang Yifan, Dong Jie und Li Bingjie die drittschnellste Vorlaufzeit. Im Finale verbesserten Yang Junxuan, Tang Muhan, Zhang Yufei und Li Bingjie den Weltrekord auf 7:40,33 Minuten und siegten vor dem US-Quartett und den Australierinnen, die beide ebenfalls unter dem alten Weltrekord der Australierinnen von 2019 blieben. Bei den Chinesischen Nationalspielen 2021 siegte Tang Muhan über 200 Meter Freistil und über 400 Meter Freistil, über 800 Meter Freistil wurde sie Zweite hinter Li Bingjie.
2022 bei den Weltmeisterschaften in Budapest wurde Tang Muhan Achte über 400 Meter Freistil. Über 200 Meter Freistil siegte Yang Junxuan vor der Australierin Mollie O’Callaghan. Eine Sekunde hinter der Australierin schlug Tang Muhan als Dritte an, 0,36 Sekunden vor der viertplatzierten Britin Freya Anderson. Die 4-mal-200-Meter-Freistilstaffel belegte den vierten Platz mit fast einer Sekunde Rückstand auf die drittplatzierten Kanadierinnen. Bei den Olympischen Spielen 2024 in Paris erhielt Tang Muhan eine Bronzemedaille für ihren Vorlaufeinsatz in der 4-mal-200-Meter-Freistilstaffel.

## Doping
Ende Juli 2024 recherchierte die New York Times im Zuge des massenhaften Dopings chinesischer Schwimmer zwei weitere positive Dopingproben bei chinesischen Schwimmern aus dem Jahr 2022. Tang Muhan und He Junyi wurden positiv auf das Steroid Metandienon getestet. Die chinesische Dopingagentur erklärte, dass ein Kontaminationsfall vorliegen müsse; von der WADA wurden keine Untersuchungen wegen Dopings eingeleitet.